# Главни народноослободилачки одбор за Србију
Главни народноослободилачки одбор за Србију је било тело Народноослободилачког покрета у окупираној Србији, а одиграо је значајну улогу у стварању народне власти у Србији. Вероватно је основан у Ужицу, 17. новембра 1941. године, иако о том питању постоје опречна мишљења.
Главни НОО за Србију имао је пре свега задатак руковођења радом и устројем народноослободилачких одбора за подручје централне Србије. Председник ГНОО био је Драгојло Дудић, секретар Петар Стамболић, а чланови Мирко Томић (правник), задужен за организовање снабдевања позадине, Јован Поповић (књижевник) и М. Митровић (професор), задужени за рад на питањима образовања и културе, Митар Бакић (службеник), који је водио финансије, али је више био везан за Врховни штаб НОПО Југославије, Никола Груловић, задужен за пољопривреду и Влада Зечевић (свештеник), за шумарство. Члан је био и Ј. Тулић, који се помиње као заменик секретара.
Главни НОО за Србију није могао да искаже неку нарочиту делатност, јер су само после десетак дана подручја под његовим надзором била поприште сукоба партизана с окупационим и квислиншким снагама. Главни НОО за Србију је постојао свега десетак дана, односно до 29. новембра 1941. године, док је по другим тумачењима наставио да делује на санџачком и касније ЗАВНОБиХ-овом подручју до оснивања Велике антифашистичке народноослободилачке скупштине Србије (ВАНОСС) одржане од 9. до 12. новембра 1944. године.
По Петрановићу, Главни НОО Србије није одржао ни једну седницу у Ужицу (Ужичка република) због непријатељског деловања. Чланове ГНОО именовао је ЦК КПЈ. Настојања у установљивању земаљског антифашистичког већа народног ослобођења (ЗАВНО) за подручје федералне Србије, у пролеће 1943, су била без резултата. Доласком Главног штаба НОВ и ПОЈ за Србију с Виса у Србију, током јула 1944. стварају се погодни услови, али тек након ослобођења Београда (20. октобра 1944), за започињање обављања припрема за установљивање ЗАВНО за подручје Србије.